# Carre (città antica)

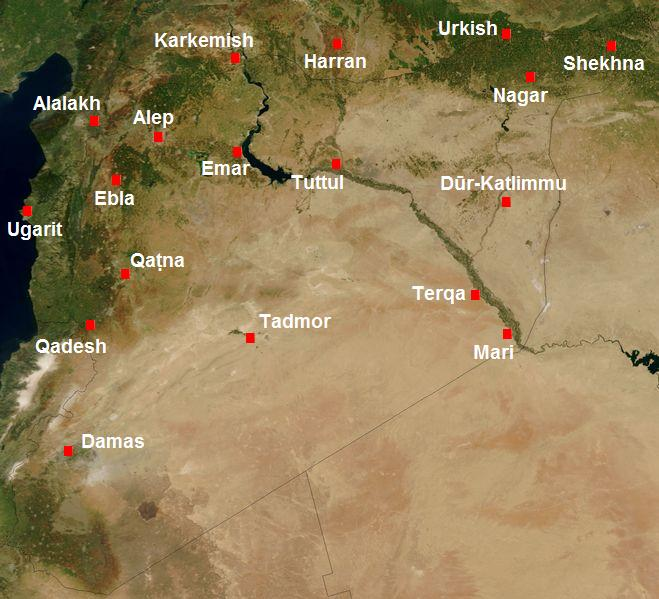
Mappa dei principali siti del Vicino Oriente nel II millennio a.C.

Carre (latino: Carrhae) è un'antica città della Mesopotamia settentrionale corrispondente all'odierna Harran, in Turchia. La città, già Ḫarrānu per gli Assiri, poi Carrhae per i Romani, venne identificata come Ḥarrān (حرّان) a seguito della conquista araba nel VII secolo.

## Storia
Città di antichissime origini e sede del culto della luna, nella valle del fiume Balikh, fu l'ultima capitale degli Assiri sotto Assur-uballit II e la sua caduta segnò la fine definitiva dell'Assiria come nazione indipendente (609 a.C.; a differenza delle capitali storiche dell'Assiria, Assur caduta nel 614 a.C. e Ninive conquistata nel 612 a.C., Harran non fu rasa al suolo dai conquistatori Medi e Caldei).
In seguito, la città divenne colonia dei Macedoni e per lungo tempo indipendente, formando uno stato cuscinetto tra i Parti e i Romani, i cui sovrani, della dinastia araba degli Abgaridi, erano formalmente vassalli dei Parti. Nei pressi della città si combatté la battaglia di Carre il 9 giugno del 53 a.C., in cui Marco Licinio Crasso fu sconfitto, catturato e ucciso dal generale parto Surena, in una delle più disastrose sconfitte romane.
La città si trovò sul confine romano dei Parti e poi dei Sasanidi, e fu luogo di diversi episodi delle guerre romano-persiane, e qui l'imperatore romano Caracalla fu assassinato (217); fu conquistata da Ardashir I nel 238 e riconquistata nel 243 dall'imperatore Gordiano III; conquistata ancora da Sapore I dopo la cattura dell'imperatore Valeriano (260), fu riconquistata dal generale semi-indipendente Settimio Odenato (264); nei pressi si combatté la battaglia di Callinicum, in cui l'imperatore romano Galerio fu sconfitto (296).
Fu sede dell'omonima diocesi, attualmente sede titolare.
Sasanidi e Romani si sono alternati nel dominio della città in più occasioni fra il IV ed il VI secolo. Il generale persiano Shahrbaraz completò la conquista dell'Oshroene un'ultima volta per i Sasanidi intorno al 610. La città passò sotto il controllo romano dopo l'offensiva dell'imperatore Eraclio nel 620 per un periodo molto breve, prima di essere rilevata dalla nuova potenza emergente, i Rashidun. Nel 640 (19 del calendario islamico), Carrhae fu conquistata dal generale arabo musulmano 'Iyāḍ b. Ghanm.

## Carre nella Bibbia
Carre è identificata con la città di Carran di cui si parla nella Genesi come il luogo in cui si stabilì Abramo con la sua famiglia, dopo essere partito da Ur.
Carran è menzionata anche nel discorso di santo Stefano protomartire in Atti 7:1-3.